# 八文字屋
株式会社八文字屋（はちもんじや）は、山形県・宮城県に店舗を展開する書店チェーン。
書籍の他、文具・CD・DVD・ゲームソフトの販売やドトールコーヒーショップも運営している。

## 概要
創業300年以上の老舗で、長年にわたり山形県の出版文化を担っている。
本店は山形市の中心部所在しているが、近隣で営業していた百貨店「大沼」の閉店に伴って周辺で一定の集客が見込める数少ない店舗となった為、2020年2月には自社企画の文具の販売やイベントスペースの貸し出しを本格的に始めて活性化を図る方針を明らかにしている。

## 沿革
- 1950年（昭和25年）1月 - 「株式会社八文字屋」設立。

## 事業所

### 山形

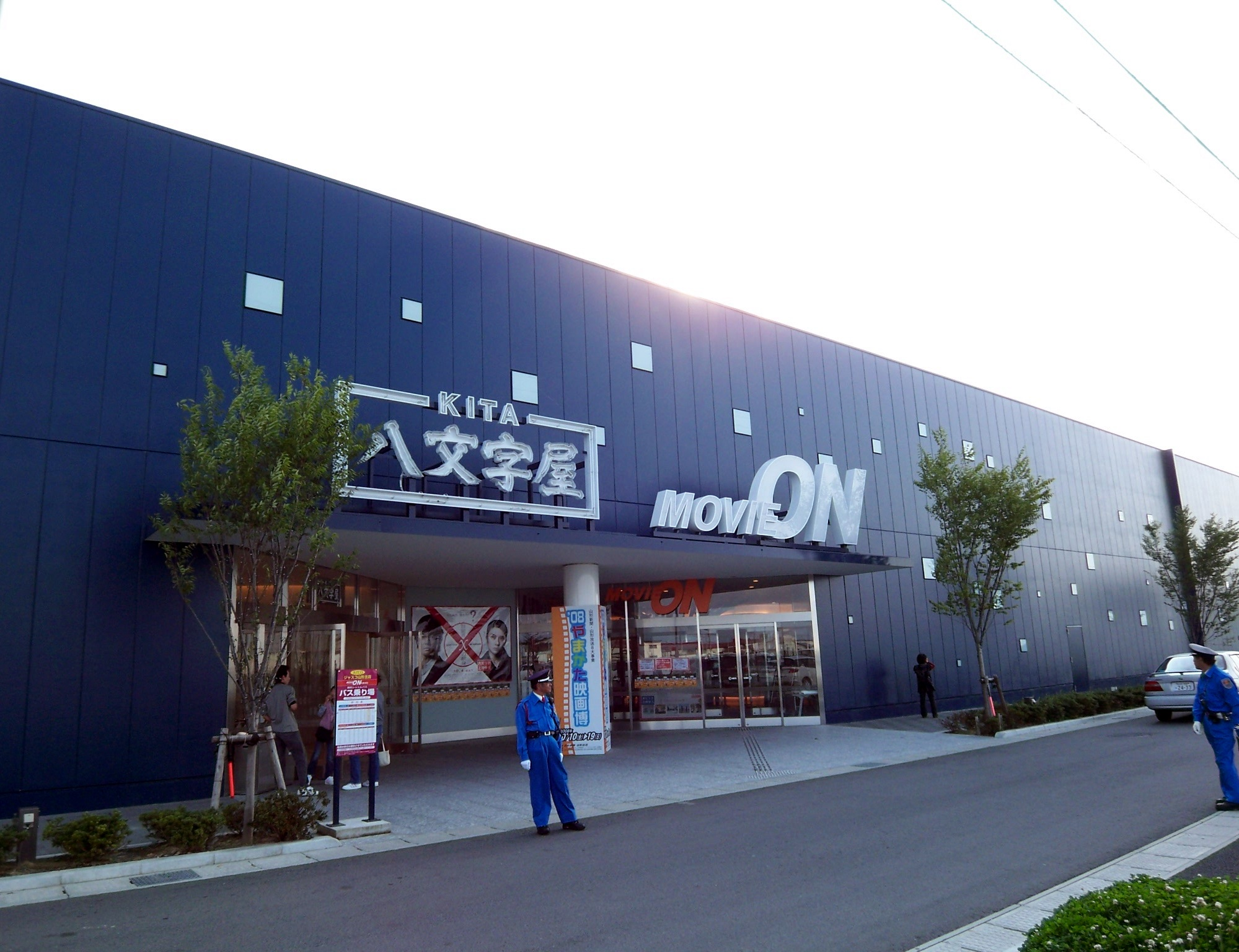
八文字屋北店（山形市）

- 山形市
  - 本店 - 山形市本町

雑貨・文房具店『MINIPLA』を併設。本店および駐車場等を「本まちプロジェクト」として再開発する構想がある[3]。
  - 北店 - 山形市嶋北

シネマコンプレックス『MOVIE ON やまがた』に併設されており、それに因んでCULTURE COMPLEXと称している。
- 天童市
  - TENDO八文字屋 - 天童市鍬ノ町

国道13号山形バイパス沿いに開設。ドトールコーヒーを併設。900坪の大規模店。
- 新庄市
  - 丸井八文字屋 - 新庄市沖の町

新庄駅前に出店。
- 鶴岡市
  - 鶴岡店 - 鶴岡市上畑町

2018年5月、建て替えを行う形で南隣に移転し、併せて店名をエビスヤ店から鶴岡店に改称[4]。スターバックスを併設。また、旧店舗跡地は解体の上でドラッグセイムスが出店している。
  - こぴあ八文字屋パートナーショップ - 鶴岡市余慶町

生活協同組合共立社が運営するショッピングセンター「鶴岡協同の家こぴあ」内に出店。
- 酒田市
  - みずほ八文字屋 - 酒田市みずほ町
- 長井市
  - 八文字屋長井店パートナーショップ - 長井市小出

### 宮城
- 仙台市
  - 泉店 - 仙台市泉区高玉町。ドトールコーヒーを併設。SELVA店閉店に伴い、宮城県内唯一の店舗となるため、2025年3月1日にリニューアルオープン[5]。

### 外商
- 山形外商部 - 山形市本町
- 庄内外商部 - 酒田市大宮町
- 仙台外商部 - 仙台市泉区高玉町

## 過去に存在した店舗
- SELVA店 - 仙台市泉区泉中央 SELVA5階。
SELVAの開業と同時にオープンし、雑誌やコミックなど約15万冊を扱った[5]。しかし、施設を運営する住商アーバン開発側から、テナント賃料を大幅に引き上げた契約更新を提示され、店舗維持が難しくなるとして、テナント契約満了を機に、2025年2月23日を以って閉店[5]。